# ヒウチダイ
ヒウチダイ（燧鯛、Hoplostethus japonicus）は、キンメダイ目ヒウチダイ科に属する海水魚。

## 分類
ヒウチダイ科の魚は、FishBaseによれば8属52種、日本で3属6種が知られている。
本種は1879年にフランツ・ヒルゲンドルフが新種記載した。
近縁のマルヒウチダイ（Hoplostethus crassispinus）はヒウチダイに比べ体の輪郭が全体的に丸く、尾びれの後縁が黒くないことで本種と区別できる。
和名は、体形が火打石などの発火用具を入れる火打袋の形に似ていることに由来する。別称として、コセ（静岡県蒲原）、ムギメシウオ（和歌山県和歌浦）、オタフク（高知市）、ヨロイウオ（高知市）などがある。また静岡県沼津市戸田では、ハシキンメを「ゴソ」、本種を「アブラゴソ」と呼ぶ。

## 分布
茨城県より南の太平洋沿岸、沖縄舟状海盆、東南アジア海域に分布する。別の資料によれば関東以南以外に、オーストラリア、北大西洋のマデイラ諸島近海、地中海などでも知られているとある。
水深300から950メートルの海底、あるいは100から600メートルの中・低層に生息する。

## 特徴
体は側扁し、頭部が大きく、頭部表面は骨質隆起に富み、吻端に一対の微弱な小棘がある。肛門は臀鰭の直前にあり、その前方の腹縁には強い棘をもったウロコが連なって稜鱗を形成している。背鰭には細長い棘条が6本あり、後方ほど長くなっている。
色については、体の背方は暗青色で、体側と腹部は銀白色をしている。あるいは体色は淡紅色をしている。各鰭は淡紅色で、尾鰭の後端は暗色をしている。
体長は10から20センチメートルほどで、最大で30センチメートルほどになる。

## 利用
底引網で漁獲され、主にかまぼこなどの練り製品の原料となる。